# Zamachy w Paryżu (13 listopada 2015)

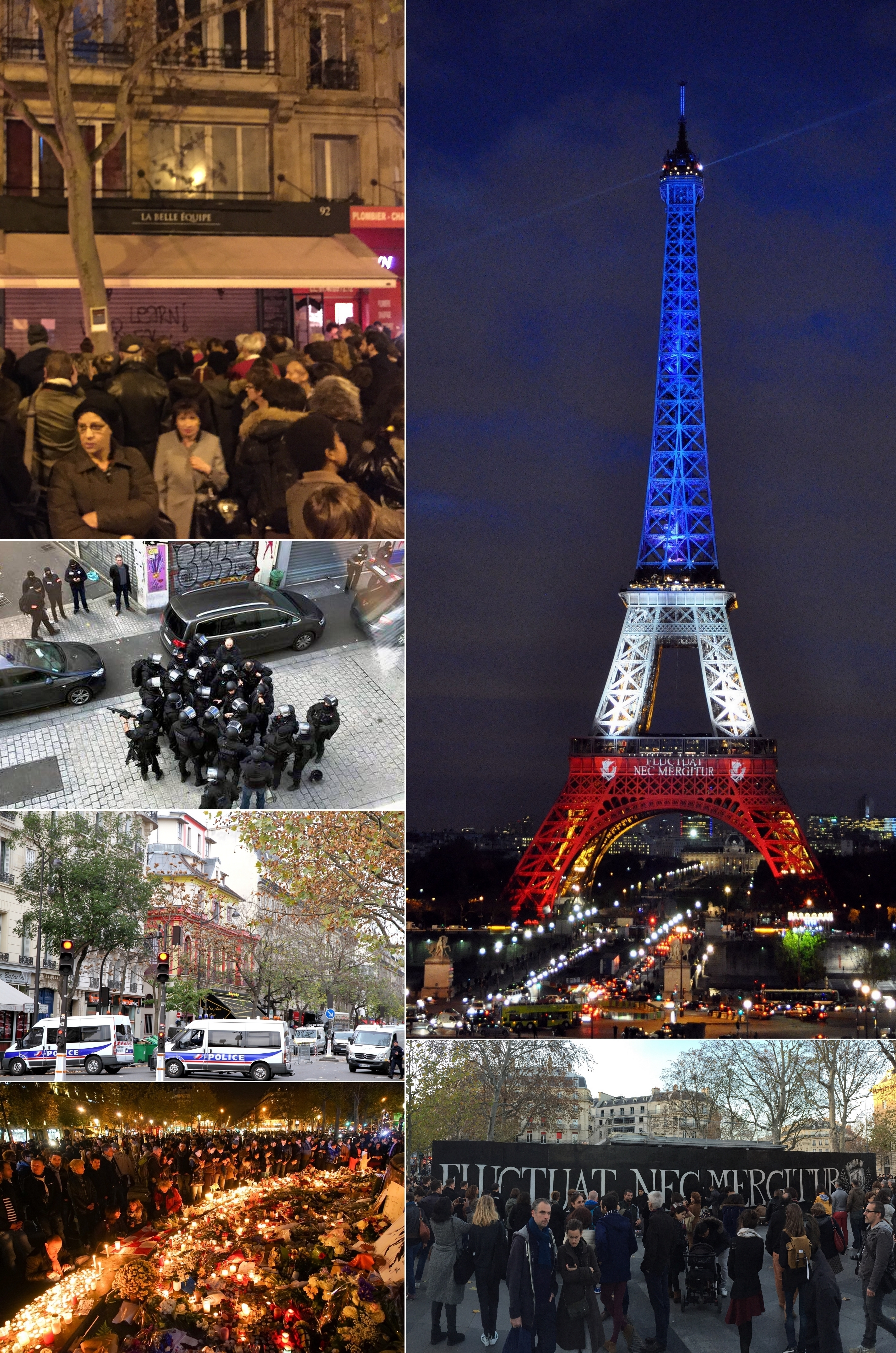
Kolaż kilku zdjęć związanych z listopadowymi zamachami

Zamachy w Paryżu w listopadzie 2015 – seria ataków terrorystycznych z dnia 13 listopada 2015, które miały miejsce w Paryżu i Saint-Denis we Francji. Zginęło wówczas 137 osób (w tym 7 z 8 sprawców).
Ataki rozpoczęły się o 21:15 czasu lokalnego. W krótkim odstępie czasu doszło do trzech eksplozji i sześciu strzelanin. Eksplozje miały miejsce przy Stade de France w północnej części Saint-Denis. Najkrwawszy atak miał miejsce w teatrze Bataclan. Zamachowcy wzięli zakładników i starli się z policją. Policja przypuściła szturm teatru, który zakończył się 14 listopada 2015 o 0:58 czasu lokalnego. Zabito siedmiu sprawców. Zginęło 130 osób, w tym 87 w Bataclan. Ponad 300 zostało rannych, z czego 99 osób było w ciężkim stanie.
W odpowiedzi na ataki prezydent Francji François Hollande ogłosił w orędziu telewizyjnym o 23:58 czasu lokalnego stan wyjątkowy oraz tymczasowe zamknięcie granic we Francji. 14 listopada Hollande powiedział też, że ataki zostały zorganizowane poza granicami państwa przez tzw. Państwo Islamskie wspierane wewnątrz kraju. Były to najkrwawsze ataki we Francji od czasu II wojny światowej i doprowadziły do pierwszego stanu wyjątkowego na terenie całego kraju od czasu wojny algierskiej w 1961. Wprowadzono też pierwszą godzinę policyjną od 1944, nakazując paryżanom pozostanie w domach. Przed atakiem Francja była w stanie gotowości po zamachach w Paryżu ze stycznia 2015, gdy zginęło 17 osób.
14 listopada Państwo Islamskie potwierdziło swój udział w atakach. Prezydent Hollande nazwał ataki „aktem wojny”.

## Przebieg ataków
Sprawcy zaatakowali 7 razy, na co składało się sześć strzelanin i trzy eksplozje. Strzelaniny miały miejsce w teatrze Bataclan przy bulwarze Voltaire’a oraz na rue Alibert, rue de la Fontaine-au-Roi, rue de Charonne, avenue de la République i bulwarze Beaumarchais’go, natomiast eksplozje w pobliżu Stade de France.

### Strzelanina w Petit Cambodge i Le Carillon
W strzelaninie w restauracji Petit Cambodge („Mała Kambodża”) w 10. dzielnicy zginęły cztery osoby. Sprawcy otworzyli również ogień w stronę ludzi na zewnątrz baru Carillon koło kanału Saint Martin. Według agencji Associated Press, cytującej rzecznika policji, 11 osób zginęło w restauracji. Prokurator Republiki w Paryżu, François Molins, poinformował o ustaleniu, że zamachowcy przemieszczali się dwoma czarnymi samochodami marki Seat Leon i Volkswagen Polo zarejestrowanymi w Belgii.

### Strzelanina i wzięcie zakładników w Bataclan

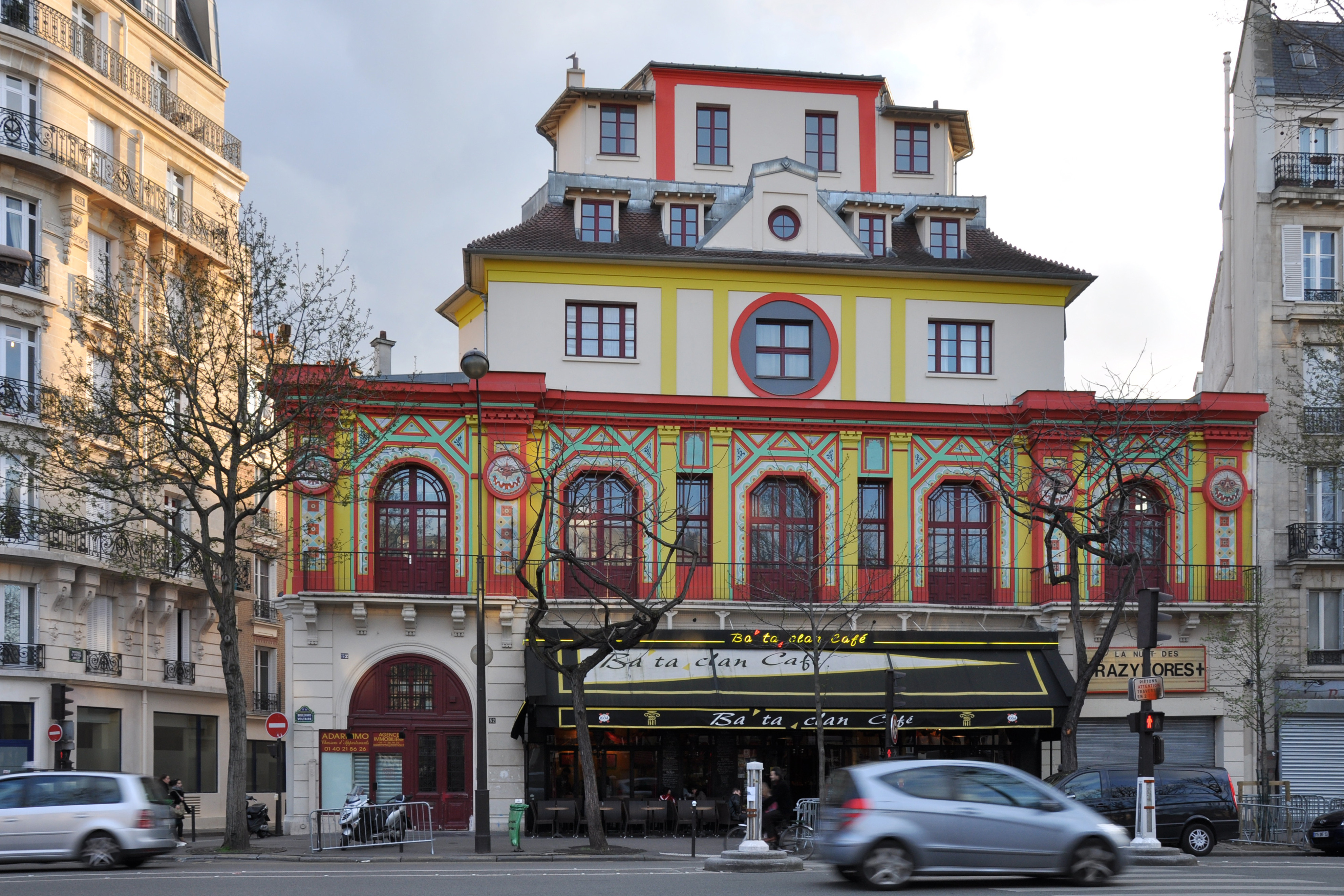
Teatr Bataclan (2008)

Druga strzelanina miała miejsce w teatrze Bataclan w 11. dzielnicy podczas koncertu amerykańskiej grupy rockowej Eagles of Death Metal. Według Associated Press 35 osób zostało zabitych, a około 100 zostało wziętych jako zakładnicy. Według osoby, która uciekła z opresji, w teatrze znajdowało się 5 lub 6 sprawców, którzy rozmawiali o Syrii. Następne doniesienia mówiły o atakach na policję i służby cywilne, które zostały wezwane na miejsce zdarzenia. Dziennikarz stacji radiowej Europe 1, Julien Pearce, powiedział, że widział dwóch lub trzech uzbrojonych ludzi bez masek, którzy weszli do teatru i zaczęli strzelać w tłum. Policja następnie przystąpiła do szturmu na teatr Bataclan, zabijając dwóch sprawców. Szturm zakończono o 0:58 czasu lokalnego. W teatrze terroryści zabili około 100 zakładników. Jednym z zamachowców-samobójców był Ismaël Omar Mostefaï, urodzony w podparyskim Courcouronnes w 1985.

### Eksplozja przy Stade de France
Co najmniej 10 osób zostało rannych lub zabitych w eksplozji w barze niedaleko stadionu Stade de France w dzielnicy Saint-Denis. Prezydent François Hollande przebywał wówczas na tym stadionie, gdzie rozgrywany był mecz towarzyski pomiędzy reprezentacjami Francji i Niemiec w piłce nożnej. Hollande został bezpiecznie ewakuowany z miejsca zdarzenia i spotkał się z ministrem spraw wewnętrznych, Bernardem Cazeneuve, aby odpowiedzieć na zamachy.

### Strzelanina i atak bombowy w Les Halles
Strzelanina i atak bombowy miały również miejsce w centrum handlowo-rozrywkowym Les Halles w 1. dzielnicy Paryża.

## Reakcje

### We Francji
Prezydent Francji François Hollande powiedział, że Francuzi muszą pozostać silni wobec terroryzmu. Były premier Francji François Fillon powiedział, że wojna jest już u nas. Policja prosiła paryżan o pozostanie w domach dla ich bezpieczeństwa. W odpowiedzi na ataki tymczasowo zamknięto granice Francji i siły zbrojne Francji zostały postawione w gotowości. W całym kraju został ogłoszony stan wyjątkowy.
14 listopada prezydent Hollande ogłosił trzydniową żałobę narodową.

### Pozostałe

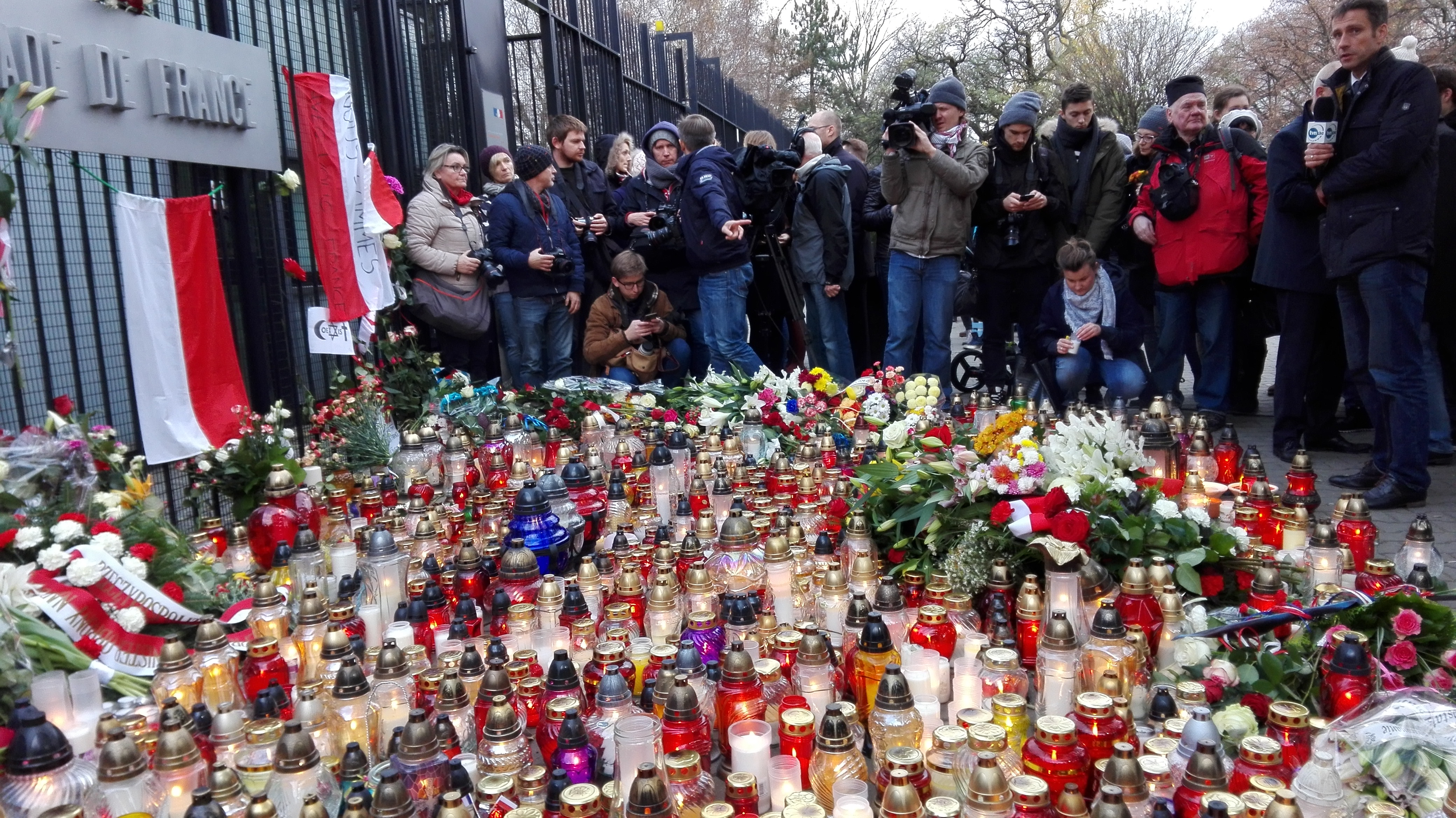
Solidarność z Francuzami – kwiaty i znicze pod Ambasadą Francji w Warszawie

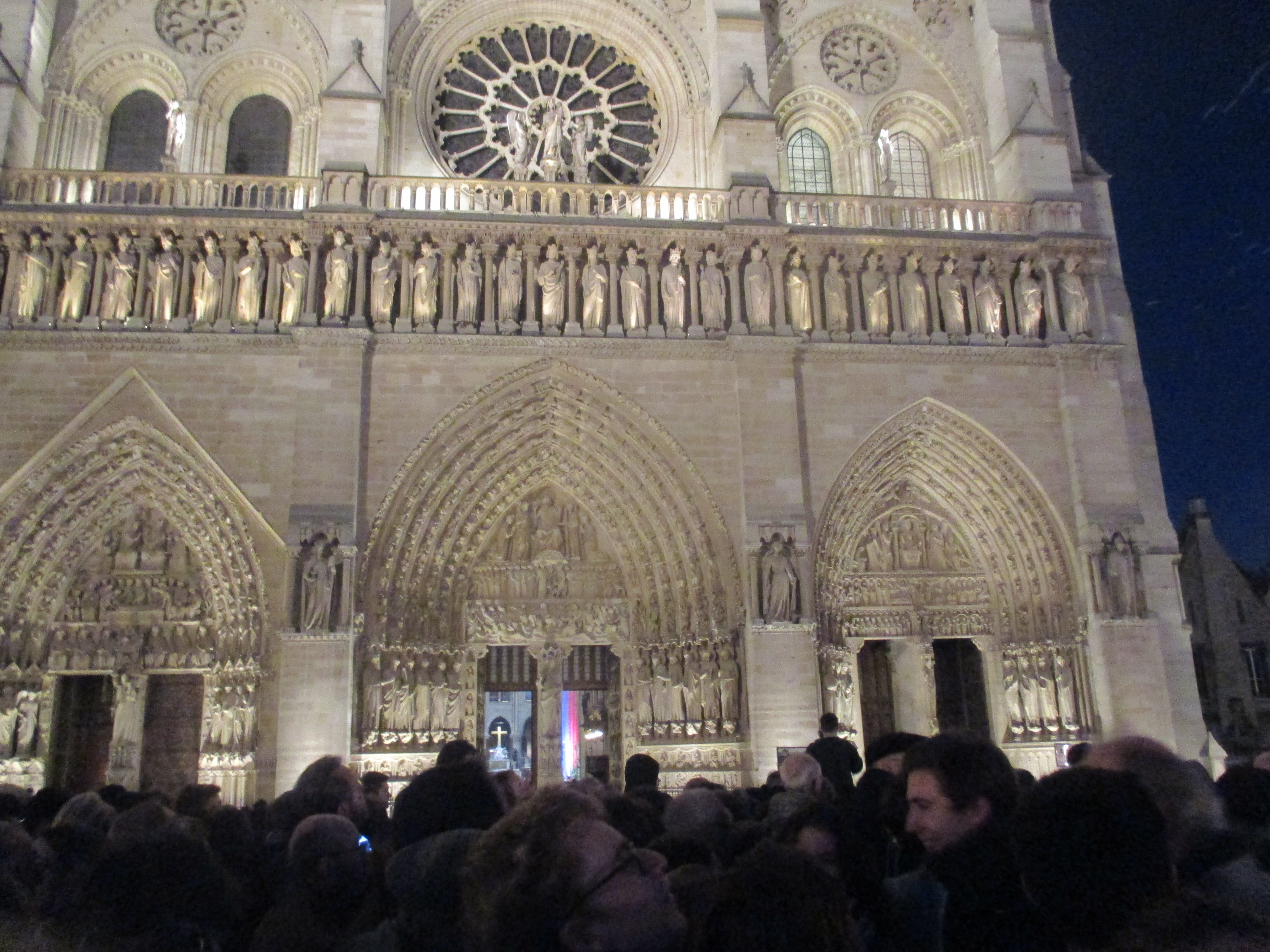
Tłum przed katedrą Notre-Dame w Paryżu podczas mszy żałobnej (15 listopada 2015)

Brytyjski premier David Cameron napisał, że jest w szoku po zamachach. Prezydent Stanów Zjednoczonych Barack Obama określił zamachy jako atak „na całą ludzkość”, zapewnił też o gotowości do udzielenia Francji wszelkiej pomocy. Wyrazy współczucia i wsparcia wyrazili także inni przywódcy państwowi i organizacji międzynarodowych, m.in. kanclerz Niemiec Angela Merkel, prezydent Włoch Sergio Mattarella i premier Matteo Renzi, sekretarz generalny NATO Jens Stoltenberg, przewodniczący Rady Europejskiej Donald Tusk, prezydent RP Andrzej Duda. Prezydent Iranu Hasan Rouhani odwołał swoją wizytę we Francji i Włoszech, jednocześnie potępiając ataki i nazywając je „nieludzką zbrodnią”. Premier Turcji Ahmet Davutoğlu oświadczył, że „Turcja potępia zamachy terrorystyczne w Paryżu i traktuje je jako zbrodnię przeciwko ludzkości”, oraz zaoferował wsparcie Francji w walce z terroryzmem. Jednodniową żałobę narodową ogłosiły Węgry, Chorwacja, Łotwa, Mołdawia, Kosowo i Benin.
Z podszywającego się pod organizację Anonymous konta na twitterze @opparisofficial, udostępniano informację o zaangażowaniu Anonymous w identyfikację zamachowców z ISIS, którzy zorganizowali zamachy w Paryżu w listopadzie 2015. Jednak informacja pochodząca z tego źródła o zamknięciu ponad pięciu i pół tysiąca kont członków Państwa Islamskiego na Twitterze była fałszywa.
 